# Деривативи стабилности
Деривативи стабилности, су уједно и деривативи управљивости, а представљају меру (градијент) појединих аеродинамичких сила и момената летелице по промени њених параметара лета (као што су брзина, висина, нападни угао, угао клизања, отклон командних површина итд). За дефинисано равнотежно стање, промене и осциловање вредности ових параметара, после сваког поремећаја. Једначине кретања се користе за анализу ових промена и осцилација, након поремећаја. Деривативи стабилности и управљивости се користе за линеаризацију (поједностављење) ових једначина кретања, тако да се стабилност и управљивост летелица могу једноставније анализирати.
Деривативи стабилности и управљивости дефинишу и условљавају промене облика кретања око равнотежног стања летелице. Скуп свих дериватива стабилности и управљивости (заједно са другим карактеристикама летелице), повезано у једначинама кретања представља математички модел летелице. Ови математички модели се користе у симулаторима лета за инжењерску анализу стабилности и управљивости летелице, а у реалном времену, служе за обуку и тренажу пилота.
У инжењерској пракси, деривативи стабилности и управљивости се деле у три групације:
- деривативи положаја (статички, по нападном углу α и углу клизања β),
- пригушни деривативи (динамички, по угаоној брзини, око оса летелице q, r и p) и
- унакрсни деривативи („купловани“, утицај клизања на ваљање летелице и обрнуто).

## Физикалност
Аналитичка дефиниција стабилности и управљивости се заснива на систему линеарних једначина, које представљају равнотежно стање летелице. У једначинама се приказују силе и моменти у облику збира производа њихових градијената по одређеном параметру и прираштаја тога параметра. Ови градијенти у бездимензионом облику представљају деривативе стабилности и управљивости. Пошто је авион симетричан, у односу на вертикалну раван, у којој се налази и уздужна оса, сасвим се одвојено анализирају једначине уздужне стабилности од попречно-смерне.
Стабилност и управљивост летелице су неодвојиви појмови, те и сви деривативи имају утицај на те обе области повезане проблематике. Многи, са мањим утицајем се занемарују, а доминантнији се укључују у разматрање.

### У уздужном кретању
Уздужна стабилност и управљивост произилази из услова равнотеже дуж оса „X“ и „Z“ и око „Y“, из практичних разлога, разматрано у координатном систему лета (брзинском). У томе покретном систему, поклапа се „X“ оса и правац кретања летелице. Математички приказ тих равнотежних стања су линерне једначине, које садрже деривативе стабилности, као градијенте по одређеном параметру лета. Једначине равнотеже:
{\displaystyle \sum {F_{x}}=m\left({\dot {u}}+w\ q\right)\quad \ \sum {F_{z}}=m\left({\dot {w}}-u\ q\right)\quad \ \sum {M}={\dot {q}}\ I_{y}}
После бездименисања свих делова једначина и њихових сређивања, у њиховим сабирцима се појављују деривативи стабилности (у бездимензионом облику).
- {\displaystyle \ C_{z_{\alpha }}={\frac {dC_{z}}{d\alpha }}} – прираст узгона по нападном углу (градијент узгона)
- {\displaystyle \ C_{m_{\alpha }}={\frac {dC_{m}}{dC_{z}}}\cdot {\frac {dC_{z}}{d\alpha }}=\left({\frac {\ x_{c.g.}}{\ l_{a}}}-\ N_{0}\right)\cdot {\frac {dC_{z}}{d\alpha }}} – прираст момента пропињања по нападном углу, мера статичке стабилности (своди се на производ резерве статичке стабилности и градијента узгона)
- {\displaystyle \ C_{m_{\dot {\alpha }}}={\frac {dC_{m}}{d{\left({\frac {d\alpha }{d{\left(t/\tau \right)}}}\right)}}}} – пригушење момента пропињења, у зависности од брзине промене нападног угла, где је и време обездимензионисано с фактором {\displaystyle \tau }
- {\displaystyle \ C_{m_{q}}={\frac {dC_{m}}{dq}}} – пригушење момента пропињења, у зависности од угаоне брзине пропињања {\displaystyle \ q={\dot {\theta }}={\frac {d\theta }{d{\left(t/\tau \right)}}}}
- {\displaystyle \ C_{m_{\delta _{h}}}={\frac {dC_{m}}{d\delta _{h}}}} – ефикасност крмила висине
- {\displaystyle \ C_{m_{{\dot {\delta }}_{h}}}={\frac {dC_{m}}{d{\left({\frac {d\delta _{h}}{d{\left(t/\tau \right)}}}\right)}}}} – пригушење момента пропињења, у зависности од угаоне брзине отклона крмила хоризонталног репа[1][4][5][6]

### У попречно-смерном кретању
Линерне једначине равнотеже, у попречно-смерном кретању су:
{\displaystyle \sum {F_{y}}=m\left({\dot {v}}+u\ r-w\ p\right)\quad \ \sum {L}={\dot {p}}\ I_{x}-{\dot {r}}I_{xz}\quad \ \sum {N}={\dot {r}}\ I_{z}-{\dot {p}}I_{xz}}
У њиховим сабирцима се појављују деривативи стабилности (у бездимензионом облику).
- {\displaystyle \ C_{y_{\beta }}={\frac {dC_{y}}{d\beta }}} – прираст бочне силе, услед промене угла клизања
- {\displaystyle \ C_{l_{p}}={\frac {dC_{l}}{d{p}}}} – пригушни дериватив у ваљању, по угаоној брзини ваљања
- {\displaystyle \ C_{l_{r}}={\frac {dC_{l}}{d{r}}}} – унакрсни (спрегнути) дериватив, момент ваљања услед угаоне брзине скретања
- {\displaystyle \ C_{n_{p}}={\frac {dC_{n}}{d{p}}}} – унакрсни дериватив, момент скретања услед угаоне брзине ваљања
- {\displaystyle \ C_{n_{r}}={\frac {dC_{n}}{d{r}}}} – пригушни дериватив, момент скретања услед угаоне брзине скретања
- {\displaystyle \ C_{l_{\delta _{k}}}={\frac {dC_{l}}{d\delta _{k}}}} – ефикасност крилаца
- {\displaystyle \ C_{n_{\delta _{r}}}={\frac {dC_{n}}{d\delta _{r}}}} – ефикасност крмила правца[1][7][8][9]

## Методе одређивања вредности дериватива

### Аналитичка
У почетној фази пројектовања, деривативи стабилности се одређују аналитички. То је практично прво приближавање у пројектовању, када се према доприносима појединих делова летелице одређују сабирци одеђеног дериватива. Ти доприноси се одређују прорачунски и на основу статистике познатих вредности за дотични део летелице.
У том облику се користе за прелиминарне фазе пројектовања (првом приближавању), у првим симулацијама стабилности и управљивости летелице.

### Експериментална, у аеротунелу
У наредној фази пројекта летелице, када је познат прелиминарни њен облик и геометрија, тада се израђује њен физички модел у смањеној размери, за испитивање аеродинамике у аеротунелу. У оквиру тих испитивања је и мерење дериватива.
Мерење дериватива у аеротунелу се заснива на два принципа:
- метод поремећаја с типичним краткотрајним улазом, одговор слободне осцилације и
- метод дуготрајне принуде, крутим осцилацијама

Код оба медода, снима се одговор и на основу његове анализе, издвајају се одговарајући деривативи. За ова мерења је потребно обезбедити одговарајуће мерне уређаје и мерну поставу. Неки од мерних уређаја су илустровани на приложеним сликама.
После ове експерименталне фазе одређују се вредности дериватива, за ниво прототипског развоја летелице.

### Експериментална, у лету и развојном симулатору
Следећа фаза је мерење у лету, при испитивању проротипа. Са уграђеном специјалном опремом и распоредом сензора (давача), снима се одговор авиона у лету на уведени типични поремећај. Математичком анализом тога одговора врши се идентификација аерединамичких параметара авиона, међу којима и дериватива.
Методе идентификације аеродинамичких параметара у лету заснивају се на добро познатим теоријским поставкама. Добијени резултати међусобно се усаглашавају на нивоу пројекта и користе се за ажурирање базе аеродинамичких података за дотичну летелицу, у свим конфигурацијама. Систем достиже захтевани стандард путем комплексног математичког моделирања динамике. Математички модел обухвата велики број спољних и унутрашњих параметара као што су статички и динамички притисак и температура ваздуха и њихов утицај на остале карактеристике. Затим, обухвата све конфигурације терета и све облике и брзине лета летелице. Квалитетан симулациони модел на прототипу омогућава прихватљив почетни софтвер команди лета без испитивања у лету. Добијени резултат се потврђује поузданошћу првих летова прототипова. Тај стандард је основа за даљи процес оптимизације система до коначног решења. Коначно решење се постиже методом упоређивања и сталног приближавања измереног одговора реалне летелице у лету и одговора коригованог модела на симулатору (види принцип на шеми испод). Тај принцип добијања квалитетног решења система може се назвати хибридна симулација, оптимизација методом постепеног приближавања.
Основа принципа је снимање одзива реалне летелице и модела на симулатору лета, на изабрани типични улаз, затим њихово поређење, уочавање међусобне разлике и предузимање корекција нелинеарног модела и закона управљања у смеру смањења тих разлика. Снимљени одзив, преко математичких метода анализе, служи и за идентификацију стварних сабирака (градијената, односно дериватива) одговарајуће аеродинамичке величине као што је дато у једначини за отпор. Тим путем су аеродинамички подаци коригују у бази података и у релевантним прорачунима. Уклањање разлике у одзиву реализује се са поправком недостататка нелинеарног математичког модела кроз корекцију његових елемената са новодобијеним подацима из снимка одзива реалног авиона у лету. Корекције се приоритетно спроводе на местима већих разлика „одзива“ реалне летелице и модела на симулатору. На тај начин се поступно ажурира база података нелинеарног модела и сагласно томе се поново усклађују закони управљања.
Методом узастопног приближавања долази се до задовољавајућег решења, успоставља се стандард летелице према важећим прописима, намени и захтевима пилота.
Аеродинамички отпор, може се разложити на чланове:
{\displaystyle \ C_{x}=\ C_{x_{0}}+\Delta C_{x_{\alpha }}+\Delta C_{x_{\delta }}+\Delta C_{x_{\dot {\theta }}}+...}
Као што је прилаз за кретање дуж x осе, исто важи и за све степене слободе кретања летелице, дуж све три осе и за ротацију око њих.
У претходној једначини је дата зависност коефицијента отпора летелице са доприносом његовог раста услед промене нападног угла, отклона командне површне и пригушења због угаоне брзине ротације.
Градијенти аеродинамичких величина по променљивој су аеродинамички деривативи. По истом принципу је идентификован и момент пропињања, па и остале карактеристике:
{\displaystyle \ C_{m}=\ C_{m_{0}}+\Delta C_{m_{\alpha }}+\Delta C_{m_{\delta }}+\Delta C_{m_{\dot {\theta }}}+..+\left(\Delta C_{m_{q}}{\dot {q}}+\Delta C_{m_{\dot {\alpha }}}\cdot {\dot {\alpha }}\right)\cdot {\frac {l}{\bar {V}}}+\Delta C_{m_{0}}}
Овом методом се успешно ажурирана база података нелинерног модела. Коришћени алгоритам грешке у одзиву реалне летелице и моделираног нелинеарног пакета своди разлику на минимум. Тиме је направљена реална основа за избор оптималних закона управљања летелицом, то јест, обезбеђена је „памет“ командном систему за ефикасно управљање с њом у целој анвелопи лета и у свим конфигурацијама.

## Употреба

### Линеаризација једначина кретања и симулација
Увођењем појмова дериватива (упрошћавањем само с првостепеним диференцирањем) извршена је линеаризација једначина кретања летелице. Симулација лета се заснива на тој линеаризацији једначина кретања летелица, што се заснива на претпоставци малих поремећаја. Та апроксимација задовољава потребе пројекта. У циљу аеродиначког пројектовања стабилности и управљивости летелице (укључујући и команде лета), симулацијом се креће од самог почетка пројекта, са почетним подацима за деривативе, масу и моменте инерције итд.
Симулација лета летелице омугућује пројекат развојног симулатора, чији је допринос описан у претходном поглављу и учила за обуку пилота на земљи (симулатора лета).

### Симулатори лета за обуку пилота
Симулатор лета је уређај који симулира услове и карактеристике лета ваздухоплова и средине у којој се исти реализује. На њему се врши обука, провера и тренажа пилота, на земљи, са чиме се уштеде велика финансијска средства. Укључујући реплицирање једначина, које математички представљају физикалност лета летелице, реакцију на примену управљачких команди, ефекте свих система ваздухоплова и реакцију на спољне факторе, као што су густина ваздуха, турбуленција, удари ветра, падавине итд. (спољне поремећаје). Симулатори лета се користе у току школовања и одржавање тренаже пилота. У инжењерству се користи у току развоја авиона, посебно пројекта стабилности, управљивости и систма команди лета, што је онаведено у претходном поглављу.
Симулатори лета садрже различите врсте хардвера и софтвера, у зависности од моделирања детаља и симулације радњи. Пројекти садрже варијанте у распону од симулације на лаптопу, на бази модела система ваздухоплова, до потпуне реплике кабине летелице за почетно упознавање, па до потпуно реалних симулација кабине, команди лета и осталих система ваздухоплова, за вишу и комплетну обуку пилота. Највиши ниво симулатора лета су за обуку пилота путничких авиона, а за обуку војних пилота је нешто нижи. На пример, међународни виши ниво захтева кретања платформе са кабином симулатора, у оквиру свих шест степени слободе и визуелни системом, у оквиру видљивости од 150 х 40, за целу популацију пилота. Војни симулатори лета имају више варијација у пројектовању.